# ماهالینا
ماهالینا (به لاتین: Mahalina) یک منطقهٔ مسکونی در ماداگاسکار است که در آنتسینانا دوم واقع شده‌است. ماهالینا ۲٬۲۱۷ نفر جمعیت دارد و ۳۲ متر بالاتر از سطح دریا واقع شده‌است.